# Pietralata (metropolitana di Roma)
Pietralata è una stazione della linea B della metropolitana di Roma.

## Servizi
- Biglietteria automatica
- Servizi igienici

## Interscambi
- Fermata autobus ATAC